# Berik Kupesjov
Berik Kupesjov (født 30. januar 1987) er en kasakhisk professionel cykelrytter, som kørte for det kasakhiske ProTour-hold XDS Astana Team 2008–2009. Efter to sæsoner blev hans kontrakt ikke fornyet.